# John Moraga
John Anthony Moraga, född 20 mars 1984 i Phoenix, är en amerikansk MMA-utövare som sedan 2012 tävlar i organisationen Ultimate Fighting Championship.